# Giuseppe Avossa
Giuseppe Avossa, také d'Avossa, Avosa, Avos, d'Anosa, (1708 Paola – 9. ledna 1796 Neapol) byl italský hudební skladatel.

## Život
Studoval na neapolské konzervatoři Conservatorio dei Poveri di Gesù Cristo pod vedením Gaetana Greca Francesca Duranteho. Po ukončení studia působil jako sbormistr a učitel zpěvu v kostelech a klášterech. V roce 1749 se stal ředitelem Městského divadla v Pesaru. Kolem roku 1758 se vrátil do Neapole, kde zůstal až do své smrti.
Komponoval komické opery a chrámovou hudbu. Životopisci jej pro podobnost jména často zaměňují se skladatelem Girolamem Abosem (1715–1760), což ztěžuje identifikací některých prací.

## Dílo
Opery
- Don Saverio (opera buffa, libreto Antonio Palomba, 1744, Benátky)
- Lo scolaro alla moda (opera buffa, 1748, Reggio Emilia)
- Il baron gonfianuvoli (opera buffa, 1750, Salcburk)
- I tutori (opera buffa, 1757, Neapol)
- La puilla (opera buffa, libreto Antonio Palomba, 1763, Neapol)
- Il ciarlone (opera buffa, 1769, Kodaň)

Oratoria
- La nuvoletta d'Elia (1746, Ancona)
- La felicità de' tempi (1749, Pesaro)
- Il giudizio di Salomone (1751, Pesaro)

Chrámové skladby
- 3 mše
- 2 Magnificat
- moteta